# Mont Kōya
El mont Koya (高野山: Kōyasan) és el centre més important del budisme shingon al Japó, situat a les muntanyes de la prefectura de Wakayama, al sud d'Osaka. Està situat en una vall envoltada dels vuit cims de la muntanya del mateix nom, al costat del poble de Koya, en un lloc que es creia sembrat de flors de lotus. Kōyasan deriva de Kongobuji, nom del temple més important del lloc, que significa "Temple de la Muntanya del Diamant".
L'assentament original va ser elegit pel monjo Kukai l'any 819 com a caserna general del budisme shingon japonès, a uns 800 metres d'altitud, a l'oest de la península de Kii. Allà es construirien al llarg del temps els 120 temples que ocupen la vall i una universitat dedicada a estudis religiosos.

## Llocs d'interès
- Okunoin, el mausoleu de Kukai, envoltat per un immens cementiri, el més gran del Japó.
- Danjogaran, el cor de la muntanya Koya.
- Kongobuji, el temple més important del budisme shingon, construït el 1593 per Toyotomi Hideyoshi i reconstruït el 1861.[2] El 2004, la UNESCO va designar Kongõbuji al mont Kōya, com a part del Patrimoni de la Humanitat Llocs sagrats i camins de pelegrinatge de les muntanyes de Kii.[3] Kōya Sankeimichi, la ruta de pelegrinatge tradicional al mont Kōya també va ser inscrita com a part del Patrimoni de la Humanitat.[3]
- Konpon Daito, pagoda que d'acord amb la doctrina shingon representa el punt central d'un mandala que cobreix no només la muntanya Koya sinó tot el Japó.
- Koyasan choishi-michi, un corriol de 24 km amb una fita de pedra cada 109 m. Les fites es denominen choisi i estan numerades. Condueix des de Jison-in, el temple que indica l'entrada a la muntanya Koya, fins a Danjogaran

El complex inclou una sala commemorativa i un cementiri en honor als japonesos que van ser empresonats o executats per cometre atrocitats durant la Segona Guerra Mundial.

## Accés
Es pot accedir a la muntanya en primer lloc mitjançant el ferrocarril Nankai Electric des de l'estació de Namba a Osaka fins a l'estació de Gokurakubashi a la base de la muntanya. Un funicular amb cable puja en 5 minuts des d'allà fins a una estació des d'on surten autobusos al centre del poble. Molts dels monestirs ofereixen allotjament.
Hi ha un autobús que va sense parades des de l'aeroport de Kansai fins al mont Kōya i costa 2.000 iens (adults). L'autobús és operat per Kansai Airport Transportion i Willer Express. L'autobús Koyasan Marine Liner va des de l'estació de Wakayamakō fins a la parada d'autobús d'Okunoin al mont Kōya i costa 2250 iens (adults). L'autobús és operat per Daijū Bus - 大十バス.

## Galeria

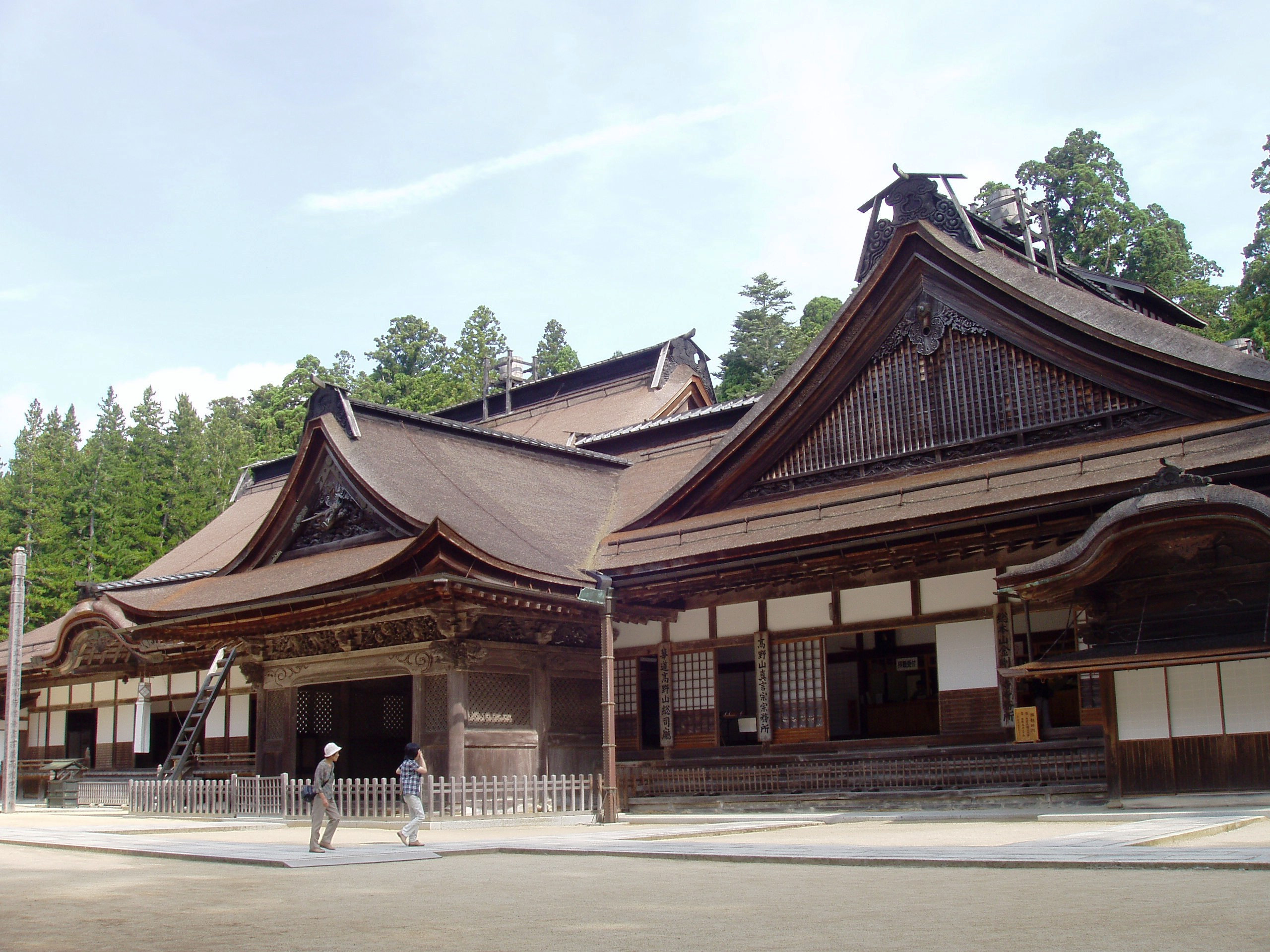
Temple budista de Kongobuji.
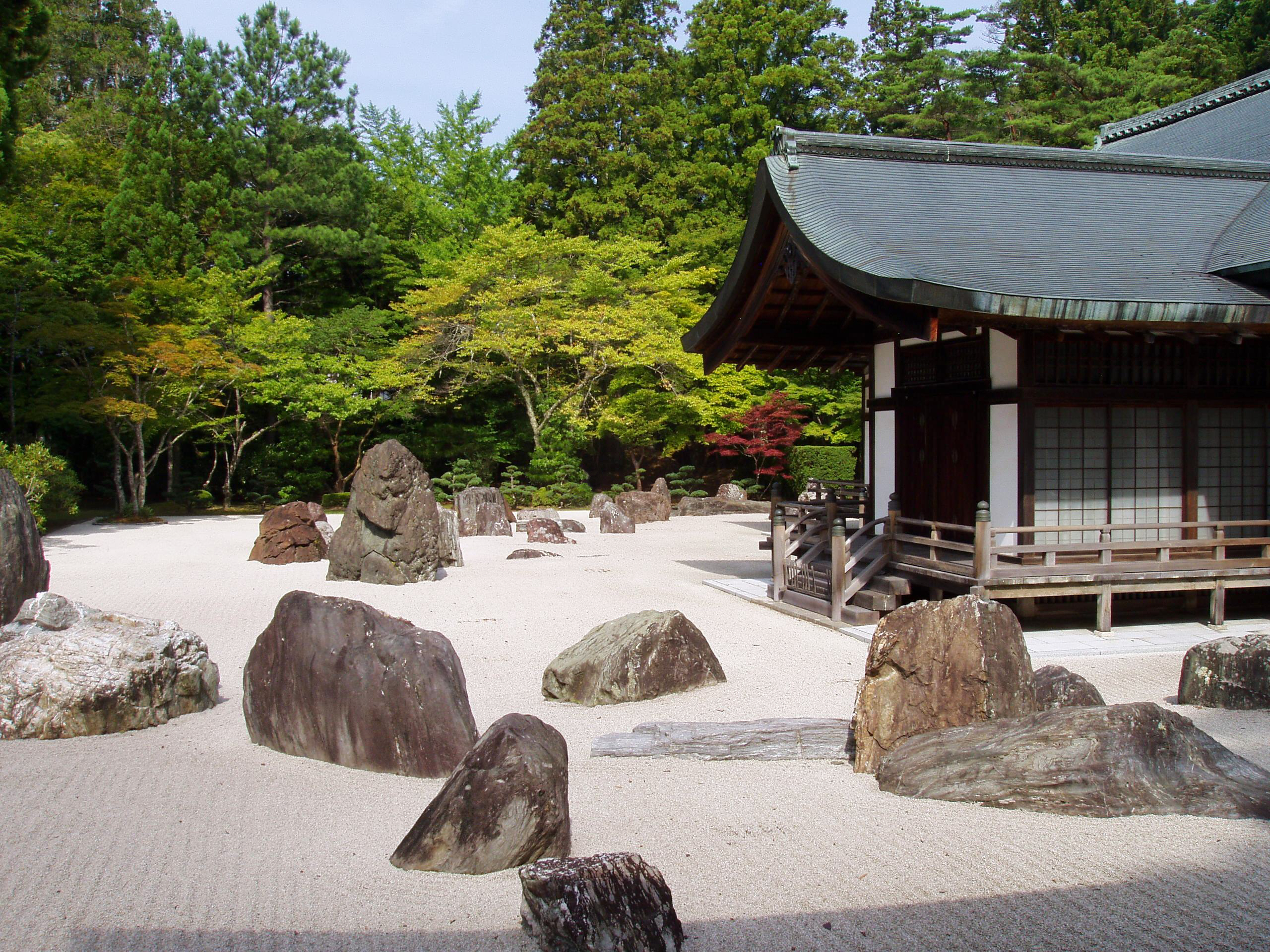
Jardí de roques en el temple budista de Kongobuji.
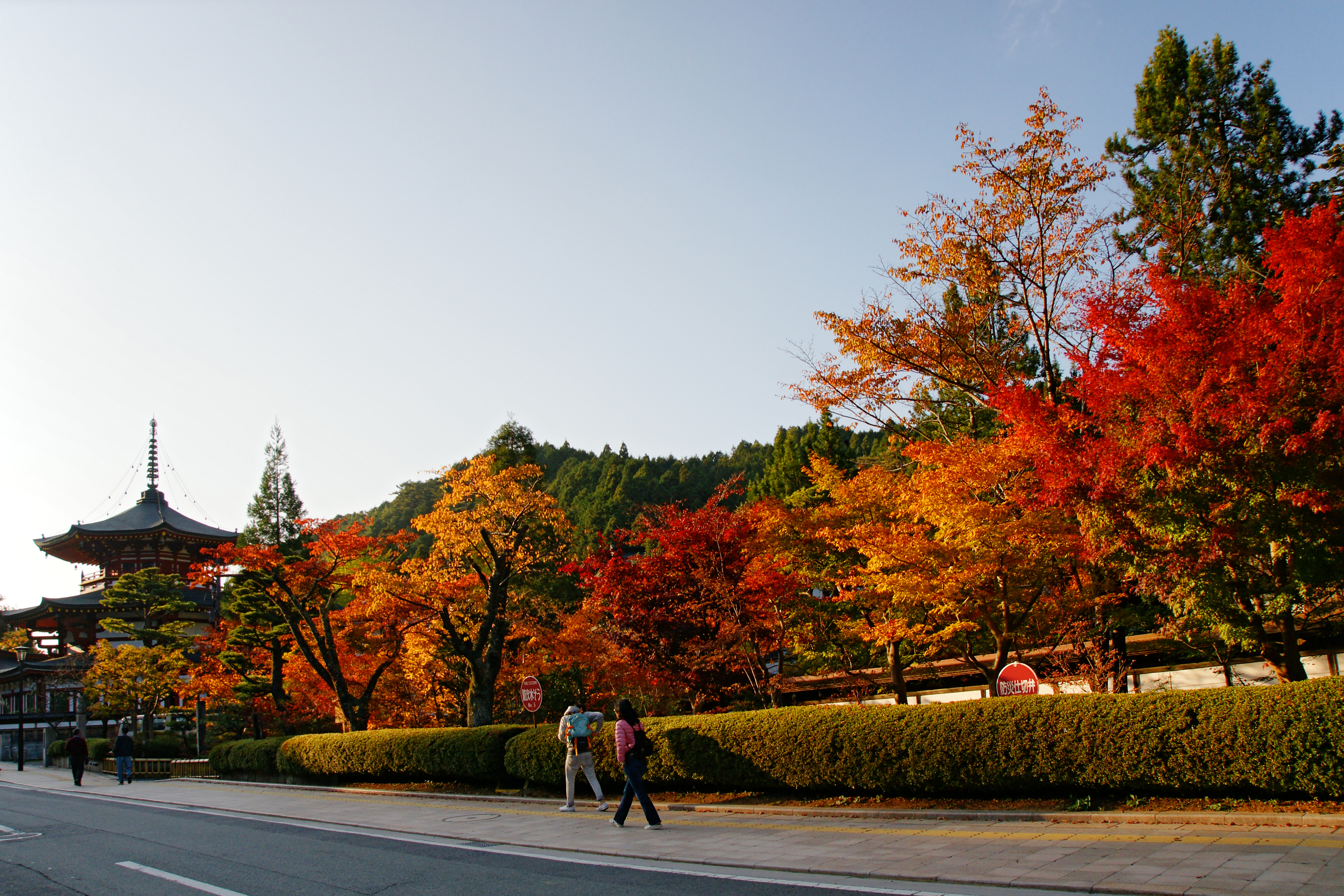
Paisatge a la tardor.
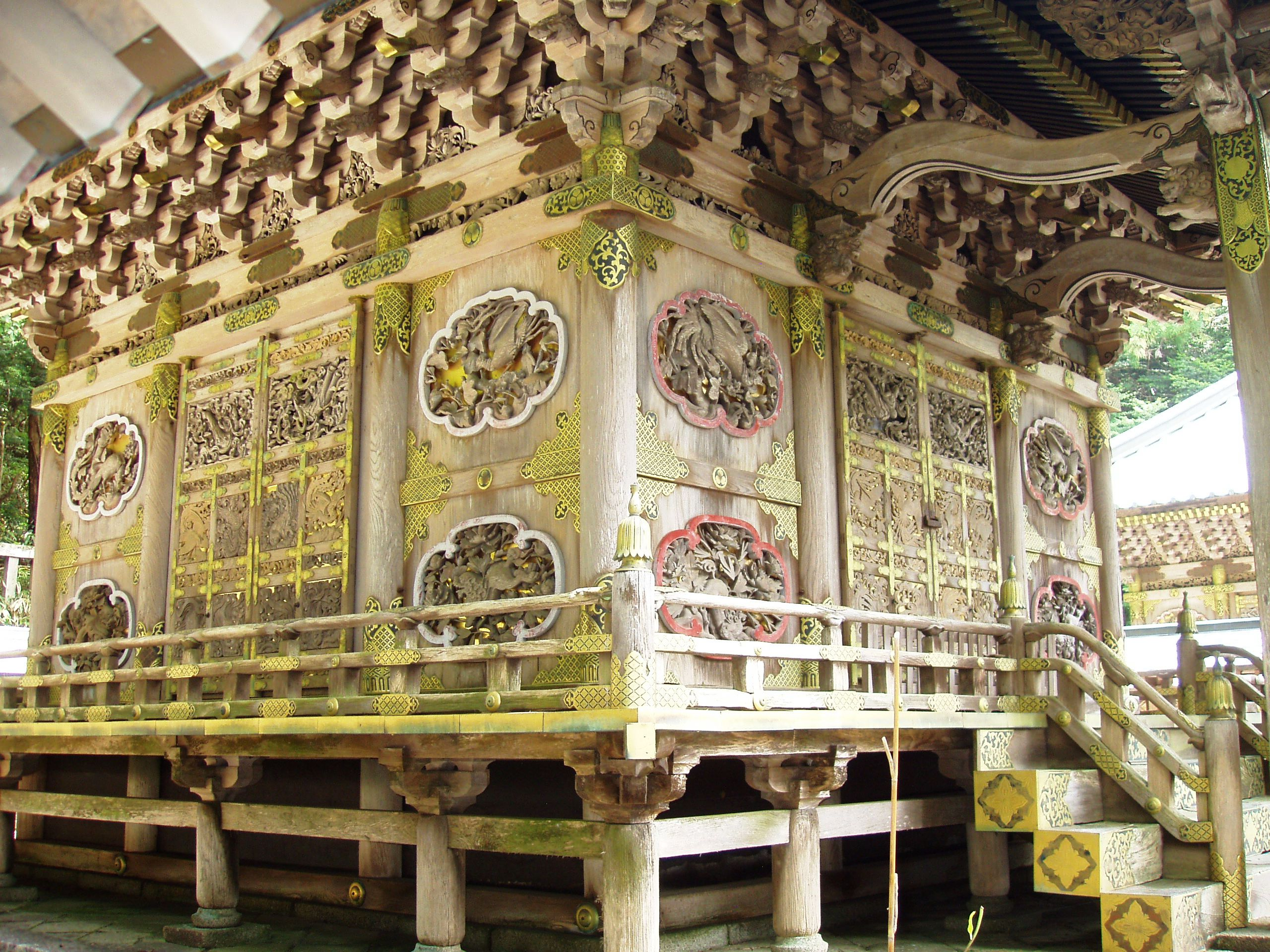
Mausoleu de Tokugawa de 1643.
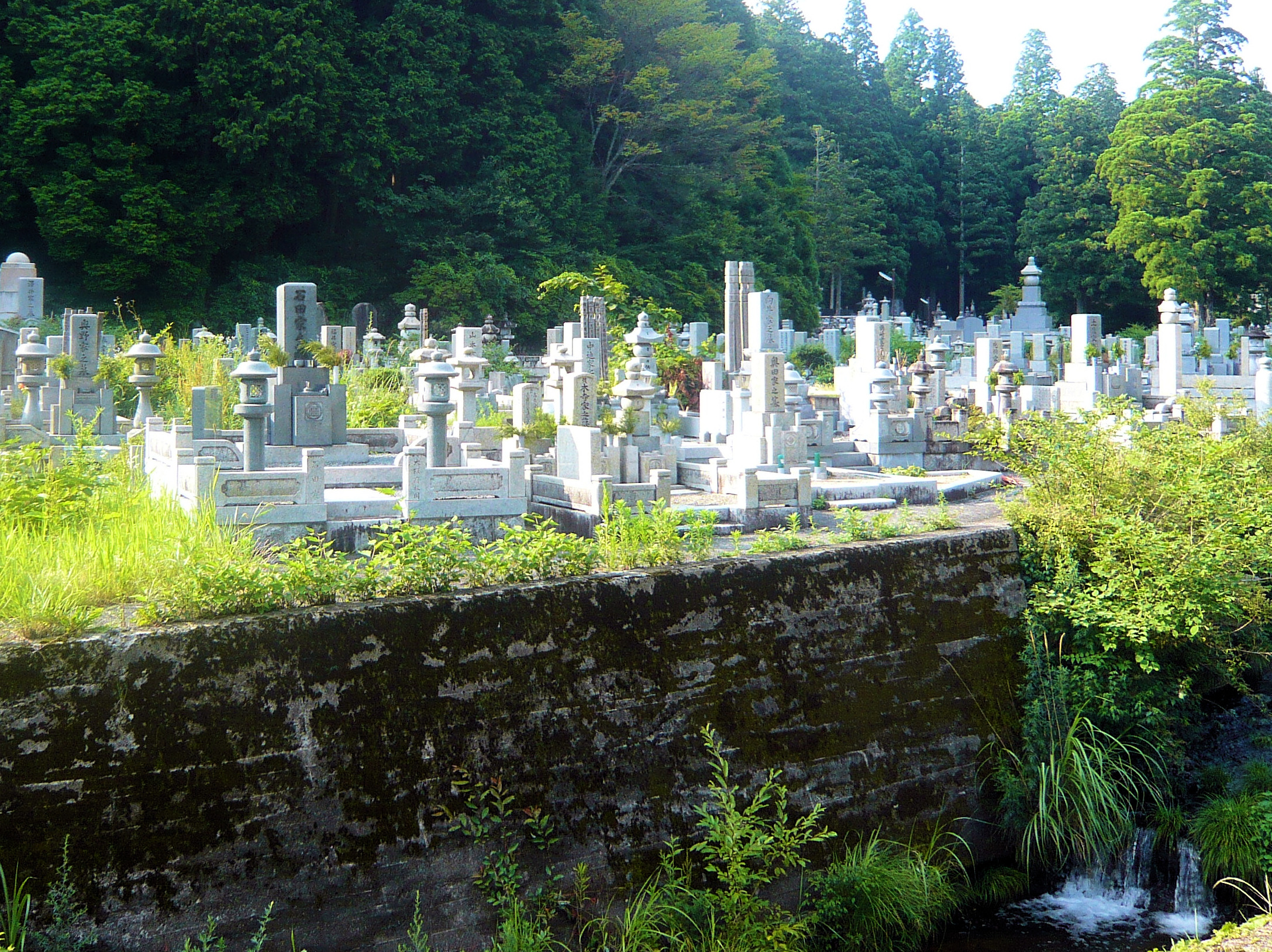
Cementeri del Mont Koya.
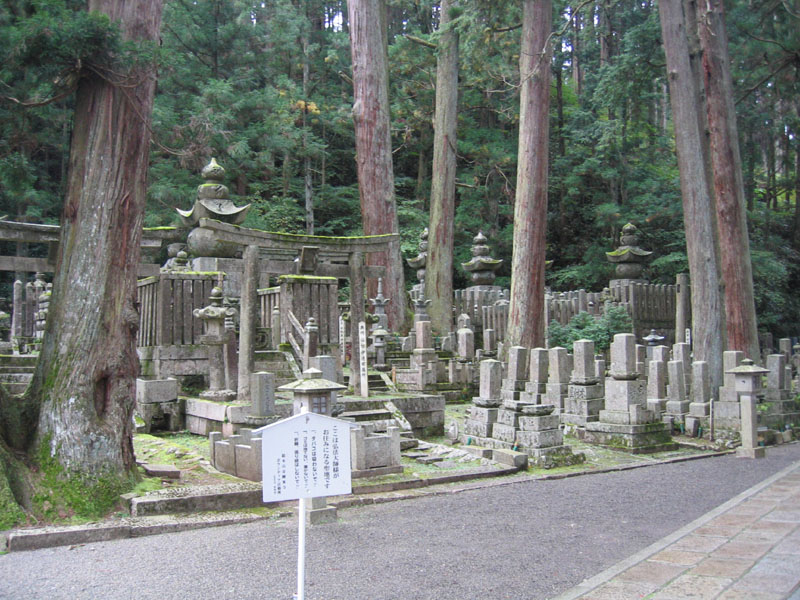
Cementeri Okunoin.
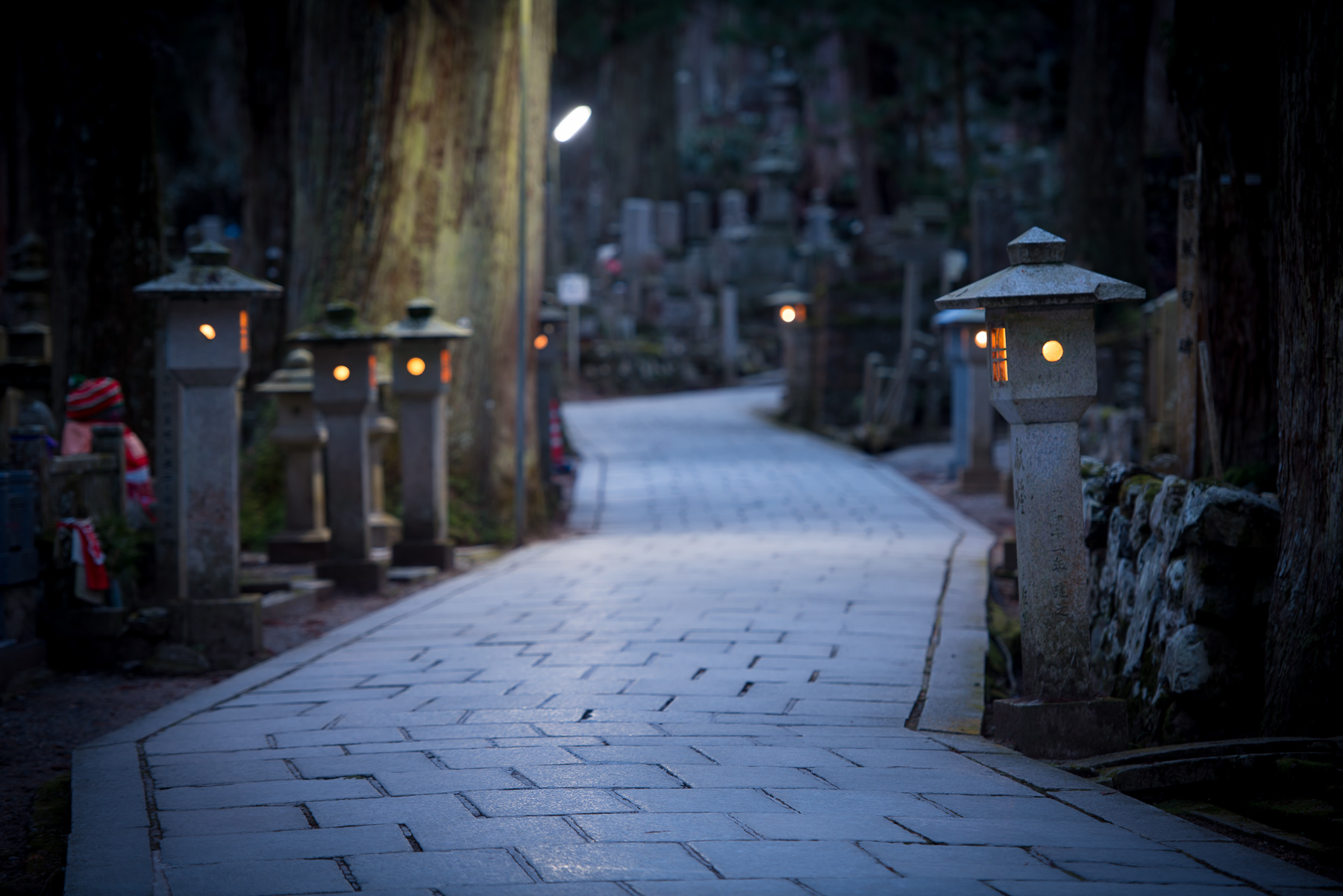
Cementeri Okunoin.
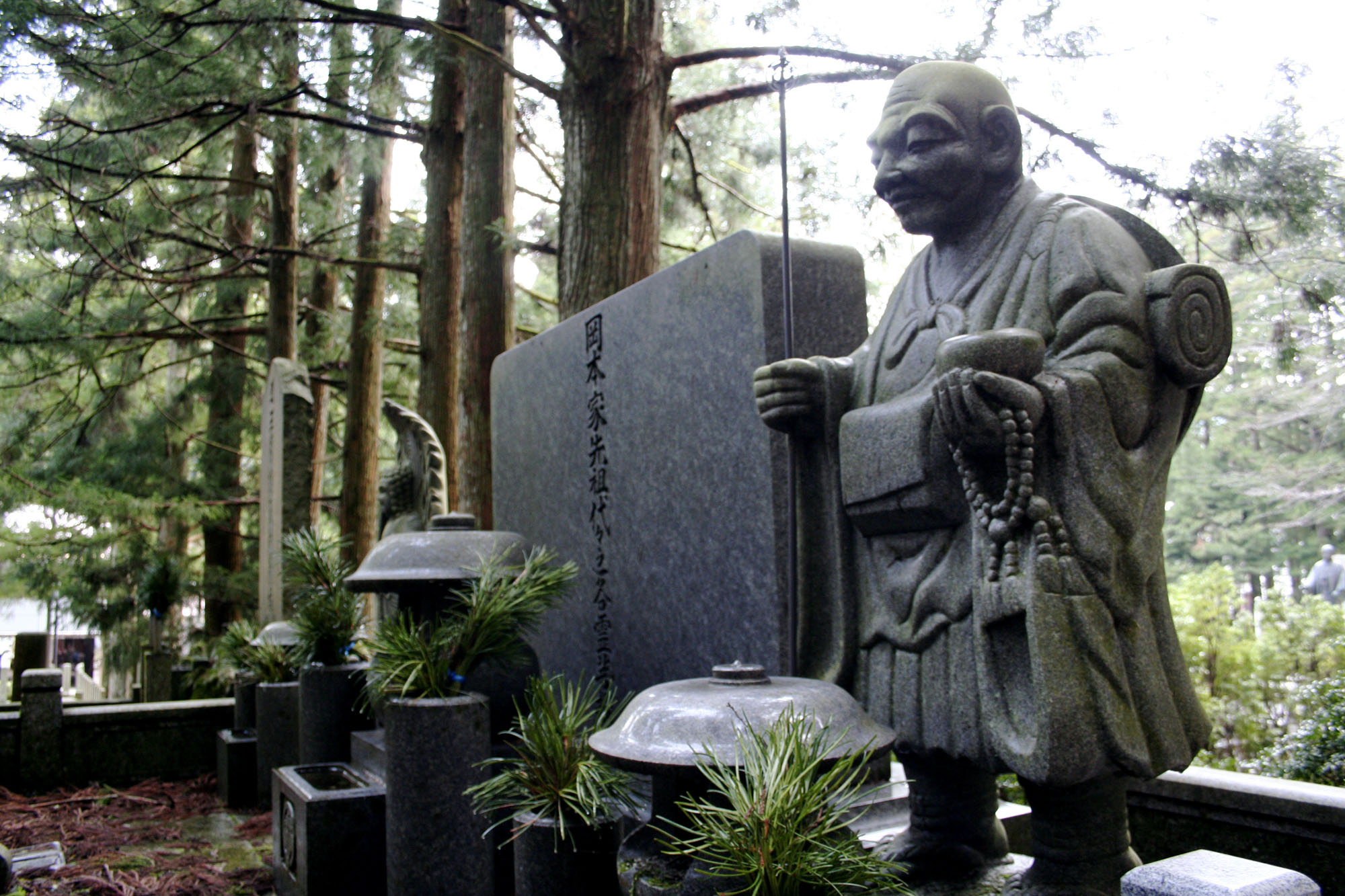
Estàtua d'un peregrí mort en la seva tomba del Cementeri Okunoin.
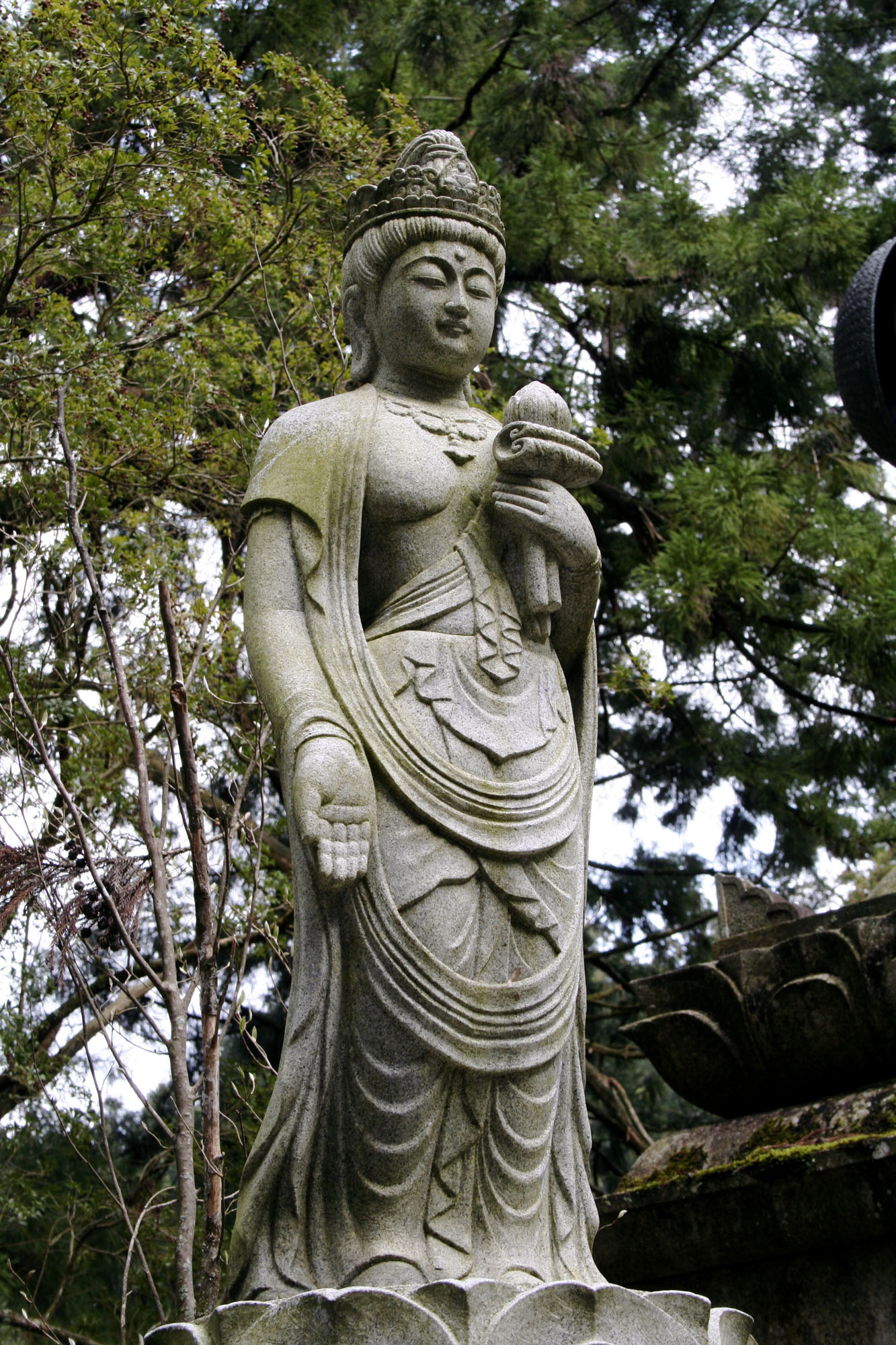
Estàtua de Kannon en el Cementeri Okunoin.
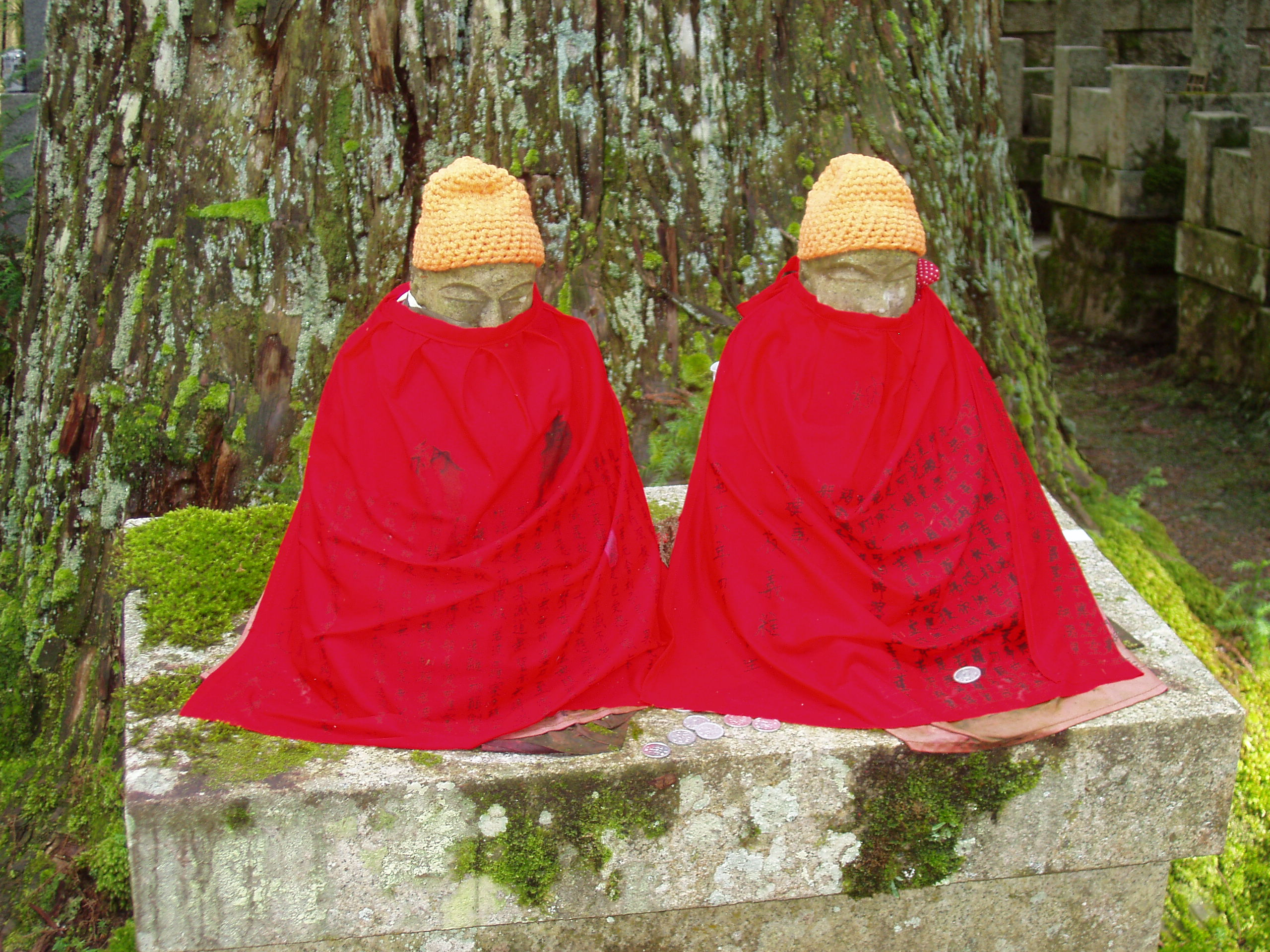
Dos Kṣitigarbha (bosatsu Jizō) en el Cementeri Okunoin.